# Zenobia Germoh
 (mars 2025).
Zenobia Germoh néée le 05 octobre 1993 à Baba1 dans la région du Nord-Ouest du Cameroun est une chanteuse, auteure-compositrice-interprète de musique gospel évangélique camerounaise.

## Biographie

### Enfance et famille
Zenobia Germoh est une chanteuse de gospel camerounais, née le 5 octobre 1993 à Baba1, dans la région du Nord-Ouest du Cameroun. Fille de M. Dominick Tatiyork et de Madame Florence Yami, tous deux originaires de Baba1, elle a montré un talent musical dès son jeune âge.
Elle a obtenu son premier certificat d'études en 2004 à l'école catholique St. Mark Baba1 et a complété un diplôme de musique à la Ransom Music School en 2017.
Zenobia est mariée à Prosper Germoh, également musicien gospel .

### carrière
Dès son enfance, Zenobia a été impliquée dans la musique sacrée. Elle a rejoint le groupe de chant des jeunes de l'église catholique Saint-Marc Baba1 de 1997 à 2004, et a dirigé la chorale des jeunes de 2005 à 2006. Après avoir déménagé à Douala, elle a continué son ministère dans la chorale des jeunes de Saint-Jean-Déido de 2006 à 2010, période durant laquelle elle a véritablement connu une transformation spirituelle , lors d'une croisade organisée par la Mission du Plein Évangile de New Diedo, sous la conduite du pasteur Rolland Ozee. Nourrie dans la foi par le révérend Sako David, elle a été baptisée en 2011.
Après sa conversion, elle a servi au sein de la Full Gospel Mission New Diedo de 2010 à 2012, avant de rejoindre la chorale de New Deido. Actuellement, Zenobia Germoh est l'une des chanteuses principales de Loveworld, sous la direction de Christ Embassy Douala CEDLA Cameroun EWCAZ4, et a officié sur diverses plateformes, y compris Douala Bercy en  2023.

## Discographie

### single
- 2016: Amend your way[4](4:18)
- 2016: A miracle in your life(4:34)
- 2017: Personne n'est comme toi(4:55)
- 2017: More Than Believable (4:07)[5]
- 2017: Great And Mighty God (4:07)[6]
- 2017: I need you more (3:38)
- 2017: I surrender all  (4:16)
- 2023: L'agneau immolé (5:32) [7]
- 2023: Nsei And Papiakum Medley (6:37) , est un mélange de culte en langue Bamessing (Nsei )et en langue Baba 1 (Papiakum)[8]
- 2023: Lord i worship you(7:35)
- 2023: Clouds Of Glory (3:48)[9]